# Юрьевка (Павлоградский район)
Ю́рьевка — село в Павлоградском районе Омской области. Административный центр Юрьевского сельского поселения.

## География
Село расположено в 23 км от районного центра — Павлоградки и в 119 км от Омска и в 5 км от границы с Казахстаном.
Село находится в лесостепной зоне, в окружении распаханных полей и нескольких берёзово-осиновых колков. В прошлом в окрестностях села водились волки.

## История
Юрьевка была основана выходцами с Украины — в основном из Юрьевской волости Павлоградского уезда Екатеринославской губернии. Заселение лесостепной территории к югу от Омска было санкционировано правительственным указом 1889 года. Посёлок вошёл в Благодаровскую волость Омского уезда Акмолинской области.
Переселенцам бесплатно предоставлялись лесоматериалы, гвозди, стекло, скот, семена, а также освобождение от налогов на 10 лет. Люди поселились на 3-х улицах вокруг берёзового колка: в центре села пересекались улицы Екатеринославская и Полтавская, на южной окраине находилась улица Херсонская.
В 1913 году в центре села появилась церковь, позднее — школа и училище.
В годы советской власти в церкви был организован клуб, который позднее сгорел.
В 1928 году состояло из 257 хозяйств, основное население — украинцы. Центр Юрьевского сельсовета Павлоградского района Омского округа Сибирского края.

## Население
| 1926 | 2010 |
| ---- | ---- |
| 1343 | ↘998 |

## Инфраструктура
В селе действует средняя общеобразовательная школа, сельская библиотека, участковая больница.